# Alcea sachsachanica
Alcea sachsachanica är en malvaväxtart som beskrevs av Modest Mikhaĭlovich Iljin. Alcea sachsachanica ingår i släktet stockrosor, och familjen malvaväxter. Inga underarter finns listade i Catalogue of Life.